# Allan Ross Ferguson
Allan Ross Ferguson (1943-) es un botánico neozelandés.
Recibió su educación secundaria en Gisborne, y luego completó estudios en la Victoria University
para un BSc en Botánica, en 1965. Luego su grado de MSc de 1ª Clase en Microbiología en 1969, y el de PhD en Biología Celular, de la Universidad de Auckland, defendiendo una tesis sobre nutrición nitrogenada de plantas, específicamente del metabolismo de los nitratos, incluyendo actividad enzimática.
Es un experto en estudios de nutrición del kiwi, incluyendo tanto investigaciones de laboratorio y de campo.

## Algunas publicaciones
- Webby r.f., r.d. Wilson, a.r. Ferguson. 1994. Leaf flavonoids of Actinidia. Biochem. Syst. Ecol. 22: 227–286

### Libros
- 1966. Responses of Spirodela oligorrhiza to changes in its nutrient environment. Ed. Microbiology - University of Auckland, 252 pp.
- roderick leon Bieleski, allan ross Ferguson, m.m. Cresswell. 1974. Mechanisms of regulation of plant growth. Volumen 12 de Bulletin (Royal Society of New Zealand). 934 pp.

## Honores

### Epónimos
- (Eriocaulaceae) Eriocaulon fergusonii (Moldenke) S.M.Phillips[2]

- La abreviatura «A.R.Ferguson» se emplea para indicar a Allan Ross Ferguson como autoridad en la descripción y clasificación científica de los vegetales.[3]